# Blurt
Blurt est un groupe britannique de post-punk, originaire de Stroud, Gloucestershire. Il est formé par le poète et saxophoniste Ted Milton en 1979.

## Historique
Le trio Blurt est formé en 1979. Il a survécu à plus de trente ans de tournées et presque autant de disques. Mené par le poète Ted Milton, Blurt s’aventure dans des territoires où free jazz et art rock se trouvent encadrés dans un format punk. Son saxophone et sa poésie enragée surfent sur une rythmique basique et africaine à la fois, accompagnée d'une guitare rythmique acérée. Blurt est, dans les années 1980, la réplique anglaise de la no wave new-yorkaise. Il a d’ailleurs parfois été comparé à James Chance, même si Milton a souvent vogué dans des eaux plus avant-garde que le saxophoniste des James Chance and the Contortions. Dans les années 1980 toujours, le groupe compte pas moins de quatre albums, Blurt (1982), Friday the 12th (1985), Poppycock (1986) et Smoke Time (1987). En 1989 sort la compilation Kenny Rogers' Greatest Hit (Take 2).
En 2003, ils publient leur best-of The Best of Blurt, Vol 1 (2003) classé par le magazine The Guardian en 2007 dans sa liste des « 1 000 albums à écouter avant de mourir ».
Blurt publie en 2015 un nouvel album, Beneath Discordant Skies, au label Salamander Records. Cette même année, le groupe publie le clip Giant Lizards on High, et effectue une tournée nord-américaine et européenne, en passant par la France.

## Discographie

### Albums studio
- 1982 : Blurt
- 1985 : Friday the 12th'
- 1986 : Poppycock
- 1987 : Smoke Time
- 1992 : Pagan Strings
- 1998 : Celebrating the Bespoke Cell of Little Ease'
- 2010 : Cut It!
- 2015 : Beneath Discordant Skies

### Compilations
- 1989 : Kenny Rogers' Greatest Hit (Take 2)
- 1991 : The Kenny Rogers Greatest Hit

### EP
- 1980 : My Mother Was a Friend of an Enemy of the People
- 1982 : 13 Febr 1982
- 1984 : White Line Fever
- 1987 : The Body That They Built to Fit the Car

### Albums live
- 1981 : In Berlin
- 1984 : Bullets for You
- 1989 : The Body Live!

### Compilations
- 2003 : The Best of Blurt – Volume 1 – The Fish Needs a Bike
- 2006 : The Best of Blurt – Volume 2 – The Body That They Built to Fit the Car
- 2008 : The Factory Recordings
- 2009 : Blurt + Singles

### Singles
- 1983 : The Ruminant Plinth / Spill The Beans
- 2015 : I Wan See Ella